# Skoklosters distrikt
Skoklosters distrikt är ett distrikt i Håbo kommun och Uppsala län. 
Distriktet ligger i nordöstra delen av kommunen.

## Tidigare administrativ tillhörighet
Distriktet inrättades 2016 och utgörs av socknen Skokloster i Håbo kommun.
Området motsvarar den omfattning Skoklosters församling hade vid årsskiftet 1999/2000.